# Palestinska vojna (1948)
Vojna v Palestini leta 1948, imenovana tudi vojna leta 1948, vojna za neodvisnost (za Izraelce) in nakba (za Palestince, v arabščini »katastrofa«), je bila vojna ob ustanovitvi države Izrael. Sprožila je eksodus Palestincev z ozemlja, ki je postalo Izrael, in izseljevanje judovskih skupnosti iz arabskega sveta. Predstavlja prvi oboroženi spopad izraelsko-palestinskega in izraelsko-arabskega konflikta.
Različna poimenovanja te vojne pogosto odražajo politična stališča do nje.
Vojna je potekala v dveh fazah:
- od 30. novembra 1947 (dan po resoluciji št. 181 Združenih narodov, ki je predvidevala ustanovitev judovske države, arabske države in mednarodnega območja za Jeruzalem in Betlehem) do 14. maja 1948 (razglasitev ustanovitve države Izrael) je Palestina, še vedno pod britanskim mandatom, doživljala obdobje državljanske vojne, ki so ga zaznamovali spopadi med oboroženimi sionističnimi organizacijami (Hagana, Palmah, Irgun in Lehi) ter palestinskimi Arabci, ki so jih podpirali prostovoljci iz arabskih držav;[16][17][18]

- 15. maja 1948, po zaključku britanskega mandata in ustanovitvi države Izrael, se je začela prva izraelsko-arabska vojna. Po porazu palestinskih Arabcev so se v vojno proti Izraelu vključile arabske države, ki so na ozemlje dotedanje Palestine poslale ekspedicijske enote iz Egipta, Sirije, Iraka in Jordanije.[16][17][18][19] Različna premirja so Izrael in arabske države podpisali med februarjem in julijem 1949.